# ونس (کارولینای جنوبی)
ونس(به انگلیسی: Vance) شهری در ایالت کارولینای جنوبی کشور ایالات متحده آمریکا است که جمعیت آن در سرشماری سال ۲۰۱۰ میلادی، ۱۷۰ نفر بوده‌است.